# Glaspalast Sindelfingen
Der Glaspalast Sindelfingen ist eine Sport- und Veranstaltungshalle in Baden-Württemberg im Westen Sindelfingens. Er wurde nach Plänen des Architekturbüros Behnisch & Partner erbaut und 1977 eröffnet. Der Glaspalast Sindelfingen wurde 1977 mit der Hugo-Häring-Auszeichnung des Landesverband Baden-Württemberg des Bundes Deutscher Architekten (BDA) ausgezeichnet. Die maximale Gesamtkapazität der Halle beträgt 5.250 Personen. Zum Raumangebot zählen die Arena mit rund 3.400 m², eine hauptsächlich als Judohalle genutzte Nebenhalle mit 414 m² und der Otto-Welker-Saal mit 130 m². Der gesamte umbaute Raum liegt bei 67.000 m³. Im Glaspalast befindet sich außerdem eine Kegelbahn mit acht Bahnen. Im Jahr 2003 wurde ein Anbau mit einer weiteren Judohalle, einem Kraftraum und zusätzlichen Umkleiden fertiggestellt. Im Februar 2016 wurde der Glaspalast unter Denkmalschutz gestellt.

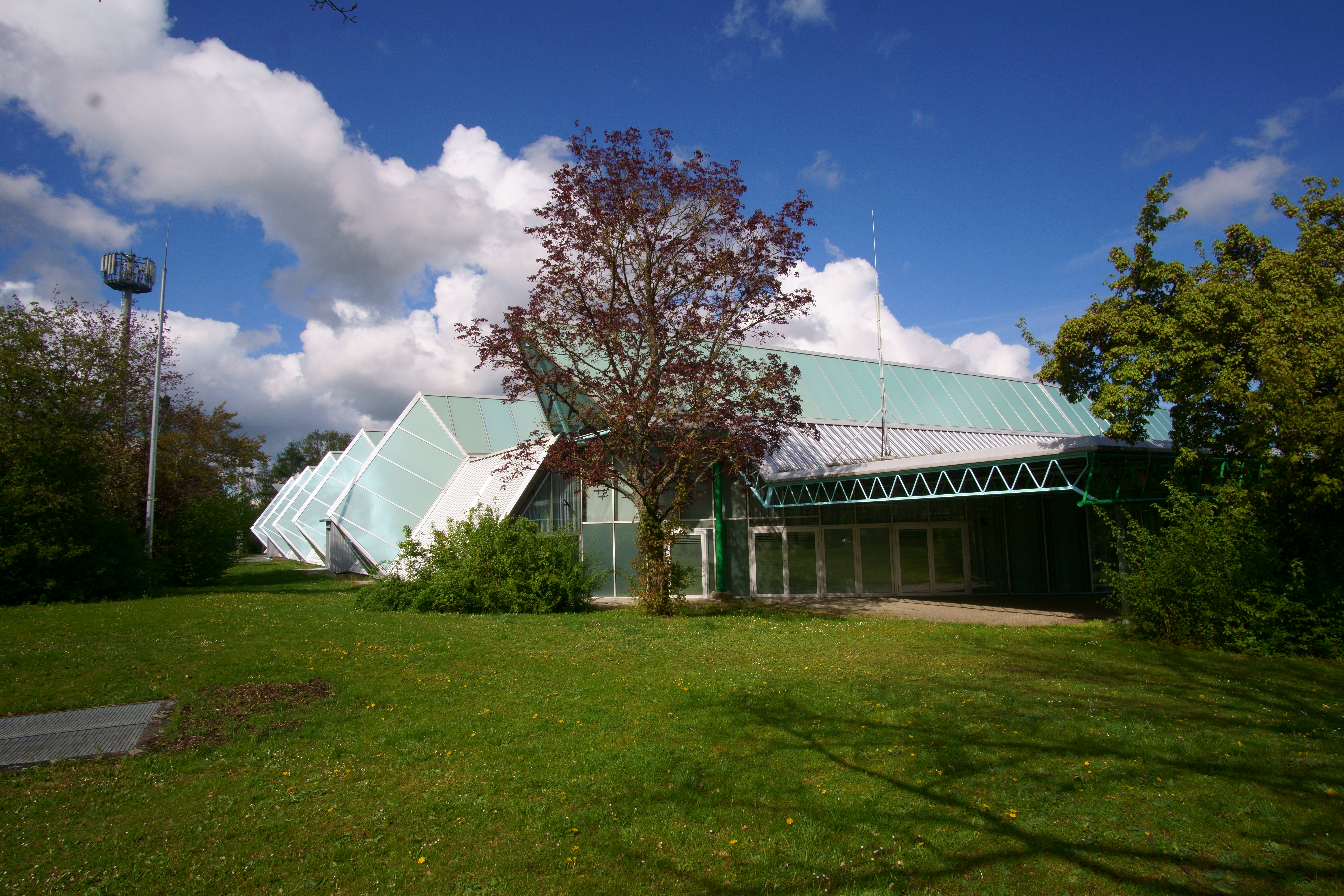
Glaspalast Sindelfingen

Die Halle wird hauptsächlich für Sportveranstaltungen und auch für Messen, Kongresse und Konzerte genutzt. Der Mercedes-Benz Junior Cup findet jährlich im Glaspalast statt.
Beim bis 2003 alljährlich im Glaspalast stattfindenden internationalen Hallen-Leichtathletikmeeting stellte Colin Jackson 1994 in 7,3 Sekunden den immer noch aktuellen Weltrekord über 60 m Hürden der Männer auf.
Im Glaspalast finden regelmäßig nationale und internationale Darts-Turniere statt, unter anderem auch der European Darts Grand Prix.